# マントゥロヴォ
座標: 北緯58度20分 東経44度46分 / 北緯58.333度 東経44.767度

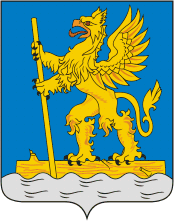
マントゥロヴォの紋章

マントゥロヴォ（ロシア語: Мантурово、ラテン文字表記の例: Manturovo）は、ロシア西部のコストロマ州にある町。人口は1万3043人（2021年）。
州都コストロマから北東へ260キロメートル、モスクワからは北東へ650キロメートル。最寄りの町は50キロメートル東にあるシャリヤ。ヤロスラヴリからガーリチを経てキーロフへ向かうシベリア鉄道本線が通る。ヴォルガ川の左支流ウンジャ川の右岸にある。

## 歴史
ウンジャ川とメジャ川の合流点の高台には、かつてメリャ人（フィン＝ウゴル系の先住民族）の集落や要塞があり交易に使われていた。マントゥロヴォという名の集落が記録に現れるのは、1617年のことである。その時代には河港があり、ウンジャ川を使った交易や造船なども行われていた。マントゥロヴォという地名はメリャ人の住んでいた頃の地名に由来するとみられる。
1870年代頃には農産物の定期市や週一度の市場も建つ交易の町だったが、当時の住民は160人ほどであった。20世紀になるとシベリア鉄道の開通により町の発展が始まった。1906年にはヴォログダ＝ヴャトカ（現在のキーロフ）間の路線が完成しマントゥロヴォの近くに駅ができた。町は鉄道による交易と材木取引で大きくなった。1917年には製材所がいくつかあり、後には大きな製材工場も建った。
1917年の十月革命以後、製材所を中心としたコンビナートが形成され労働者が集まった。1958年4月11日に市の地位を与えられた。

## 経済
マントゥロヴォは現在も製材の中心地であり、製材コンビナートはロシア国外へ木材などを輸出している。製材業のほかには機械工業、化学、食品などの工場がある。